# Harald Grosskopf

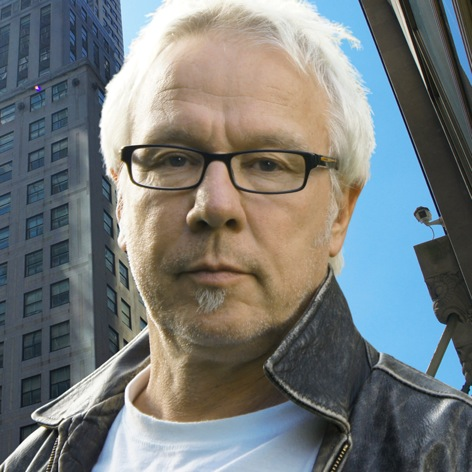
Harald Grosskopf (2011)

Harald Grosskopf (* 23. Oktober 1949 in Hildesheim), eigentlich Großkopf, ist ein deutscher Musiker, Schlagzeuger und Keyboarder.

## Biografie
Grosskopf trat in den 1960er-Jahren erstmals als Schlagzeuger der Beatgruppe The Stuntmen in Erscheinung. Ende der 1960er-Jahre spielte er dann bei den damals noch unbekannten Scorpions. 1971 wechselte er nach Mönchengladbach zu der Band Blitzkrieg, die bald darauf in Wallenstein umbenannt wurde. Diese Artrock-Band bezeichnete sich als „Symphonisches Rock-Orchester“ und erregte u. a. durch ihr von Dieter Dierks in Quadrophonie produziertes Album „Storys, Songs & Symphonies“ Aufsehen. Wallenstein war ab 1972 beim Pilz-Label von Rolf-Ulrich Kaiser unter Vertrag.
Im Jahr 1972 initiierte Kaiser das Studio- und Labelprojekt Kosmische Kuriere, dem neben Grosskopf, Jürgen Dollase und Dieter Dierks auch Manuel Göttsching und Klaus Schulze angehörten. Ursprünglich sollte das Projekt einzig das Album Tarot von Walter Wegmüller einspielen. 
Grosskopf wirkte auch auf Produktionen anderer Künstler mit, die bei Kaiser unter Vertrag waren, sowie als Gastmusiker bei einigen Alben von Klaus Schulze. So spielte er z. B. auf dessen Album Body Love Schlagzeug im Stück Stardancer. Nach seinem Ausstieg bei Wallenstein 1975 schloss sich Grosskopf Manuel Göttschings nun nur noch Ashra genannter Band an. Im Trio mit Lutz Ulbrich (Lüül) nahm man für das Virgin-Label diverse Alben auf.
In den 1980ern war Grosskopf Mitgründer und Drummer der NDW-Band Lilli Berlin. In dieser Zeit entstanden ebenfalls seine ersten beiden Soloplatten, auf denen er insbesondere auch seine Fähigkeiten am Synthesizer unter Beweis stellte. Ende der 1980er-Jahre war Grosskopf Mitglied der Gruppe Central Europe Performance und wandte sich künftig verstärkt auch Klangkunst-Projekten zu. Er hatte auch Anteil an den großen Erfolgen von Joachim Witt. So spielte er Synthesizer auf dem Hit Goldener Reiter. Er begleitete Witt mit anderen Musikern wie Helmut Zerlett, Harald Gutowski und Jaki Liebezeit.
Mitte der 1990er war er Initiator einiger Techno-/Dance-Projekte, u. a. N-Tribe (mit Steve Baltes) und The Ambush (mit Oliver Lieb). Er war auch Mitglied der 17 Hippies und Ende der 1990er-Jahre Mitgründer der Band Sunya Beat mit Axel Heilhecker und Steve Baltes. Tourneen führten 1997 und 2008 mit ASHRA nach Japan, mit Phonoroid 1997 durch Deutschland und 1998 durch die USA. 1998 war er mit den 17 Hippies auf dem SXSW-Festival in Austin/Texas (USA). Gemeinsam mit Marc Ribot und Jakob Ilja (Element of Crime) spielten er und die 17 Hippies ein Konzert, das unter dem Titel 17 Hippies play Guitar im Februar 2006 auf CD veröffentlicht wurde. 
2009 begegnete er in Berlin dem Hollywood-Regisseur Philippe Mora und produzierte mit ihm den Dokumentarfilm German Sons, in dem Grosskopf auch die Musik komponierte. Der Film erzählt von dem unterschiedlichen Werdegang der Väter der beiden im 3. Reich. Moras Vater war Mitglied der französischen Resistance, während Grosskopfs Vater als NSDAP-Mitglied mit der Wehrmacht Polen überfiel. 
Im Dezember 2010 veröffentlichte Harald Grosskopf ein Soloalbum mit dem Titel „Synthesist 2010“ auf dem Label MellowJet Records.
2011 gab Grosskopf ein Solokonzert auf dem „Unsound Festival“ in New York. 2013 auf dem „Ambient Festival“ in Gorlice in Polen und 2013 wurde er nach Brasilien eingeladen um auf dem „Oscillation Festival“ über Krautrock zu referieren und anschließend ein Konzert zu geben. Auf allen drei Festivals wurde er von Gitarrist Axel Heilhecker als Gastmusiker begleitet. 2017 ging Grosskopf zusammen mit Eberhard Kranemann, einem Kraftwerk-Mitglied der ersten Stunde, als Duo namens Krautwerk auf eine kurze Großbritannien-Tournee und produzierte zuvor mit ihm ein Album gleichen Titels.    
Insgesamt wirkte Grosskopf auf über 100 Alben anderer Musiker mit. Selbst hat er von 1980 bis 2016 sieben Soloalben veröffentlicht. Grosskopf arbeitet gelegentlich auch als Schauspieler und trat schon mehrfach zusammen mit Hans-Werner Olm in dessen Fernsehshows auf.
Für den Film Love Lies Bleeding von 2024 wurde das Stück 1847 – Earth von Harald Grosskopf als Intro verwendet. 

## Diskografie

### Mit diversen Gruppen (Auszug)
- Wallenstein – Blitzkrieg (aufgenommen 1971, veröffentlicht 1972)
- Wallenstein – Mother Universe (1972)
- Witthüser & Westrupp – Bauer Plath (1972)
- Walter Wegmüller – Tarot (1973)
- Cosmic Jokers – Cosmic Jokers (1973)
- Ash Ra Tempel – Starring Rosi (1973)
- Wallenstein – Cosmic Century (1973)
- Cosmic Jokers – Galactic Supermarket (1974)
- Kosmische Kuriere – Sci Fi Party (1974)
- Kosmische Kuriere – Planeten Sit-In (1974)
- Wallenstein – Storys, Songs & Symphonies (1975)
- Klaus Schulze – Moondawn (1976)
- Klaus Schulze – Body Love (1977)
- Klaus Schulze – Body Love Vol. 2 (1977)
- Klaus Schulze – X (1978)
- Ashra – Correlations (1979)
- Klaus Schulze – Live (1980)
- Joachim Witt – Silberblick (1980)
- Lilli Berlin – Lilli Berlin (1981)
- Lilli Berlin – Süß und Erbarmungslos (1982)
- Lilli Berlin – Huh huh (1983)
- Ashra – Tropical Heat (1991)
- Bernd Kistenmacher – Characters (1991)
- Mario Schönwälder – Hypnotic Beats (1992)
- Bernd Kistenmacher – Stadtgarten Live (1995)
- Steve Baltes – Pictures in Rhythm (1995)
- Ashra – @shra (1998)
- Ashra – Sauce Hollandaise (1998)
- N-Tribe – Tower of Power (1998)
- Sunya Beat – Sunya Beat (1998)
- Steve Baltes – Rhythm of Life (1998)
- Phonoroid – Not on the map (1999)
- 17 Hippies – Wer ist das? (1999)
- Sunya Beat – Delhi Slide (1999)
- Axel Heilhecker – Fishmoon (2000)
- Baltes, Grosskopf, Heilhecker – Viermaldrei (2001)
- Ashra – @shra Vol. 2 (2002)
- 17 Hippies – 17 Hippies play Guitar (2006)
- Sunya Beat – Comin’ Soon (2006)
- Fishmoon – Twomoon Music (2007)
- Sankt Otten – Messias Maschine (2013)
- 17 Hippies – Biester (2014)
- 17 Hippies – Anatomy (2016)
- Krautwerk – Krautwerk (2017)

### Solo-Alben
- Synthesist (1980)
- Oceanheart (1986)
- World of Quetzal (1992)
- Digital Nomad (2002)
- Yeti Society (2004)
- Synthesist 2010 (2010)
- Naherholung (2016)
- Strom (2024)